# Through the Looking Glass (pel·lícula)
Through The Looking Glass és una pel·lícula per adults estatunidenca de 1976 dirigida per Jonas Middleton i protagonitzada per Catharine Burgess, Jamie Gillis i Laura Nicholson. "Catharine Burgess" era un pseudònim de Catherine Erhardt. La pel·lícula, que té elements experimentals d'avantguarda, tracta d'una socialite avorrida que es veu atreta per un mirall que l'excita sexualment. La pel·lícula té temes sobre l'incest i els efectes traumàtics que té en els qui l'han viscut. També conté escenes de violència i violència sexual, a més de presentar el contingut sexual d'una manera artística i no eròtica.

## Argument
Catherine (Catherine Erhardt) és una socialite sexualment insatisfeta que anhela la memòria del seu pare. Passa gran part del seu temps a l'àtic, masturbant-se davant d'un mirall gòtic que li recorda la seva infància i adolescència amb el seu pare (Jamie Gillis). Durant una de les seves visites diàries es troba amb el fantasma del seu pare al mirall. El fantasma la masturba i l'atrau cap al mirall per presenciar diversos escenaris amb càrrega sexual. Aquests desperten el seu interès i, finalment, culminen en una escena en què Catherine és testimoni de la seva jo adolescent, amb semi-reticència, i després amb entusiasme, participar en una trobada incestuosa amb el seu pare. Després que el seu pare hagi acabat amb la trobada, li comenta a Catherine que això era el que ella volia. Abans de tornar a la realitat, Catherine s'adona que aquest no és el seu pare sinó una figura demoníaca. Ella intenta negar la seva invitació per entrar al regne del mirall com a resident permanent, però el dimoni li diu que sap que tornarà com sempre ho ha fet en el passat, ja que està avorrida del món i del seu marit. Li diu que torni al mirall a la 1 del matí, però només després de complir unes quantes condicions. No només ha de llençar totes les seves joies, sinó que també ha de permetre que la seva filla Jennifer tingui accés incondicional a l'habitació perquè el dimoni pugui veure-la tal com va veure créixer a Catherine.
Això molesta a la Catherine, ja que anteriorment havia prohibit que la seva filla entrés a l'habitació i no volia permetre que el dimoni accedís a Jennifer. Intenta sortir de la trobada nocturna de casa i persuadir el seu marit perquè la porti a algun lloc, però no ho aconsegueix. Més tard aquella nit, Catherine torna a l'habitació i en un estat de somni comença a masturbar-se. El dimoni surt del mirall i, mentre que inicialment llanguida al seu acostament, Catherine comença a lluitar contra els seus avenços. Llavors viola violentament Catherine, que crida, la qual cosa desperta la resta de la casa. Finalment es desmaia, despertant en un món horrible on les persones es degraden a si mateixes i les unes a les altres. Catherine està horroritzada en adonar-se que en lloc del món luxós que se li havia promès, el dimoni l'ha enganyat i que ella és allà perquè va triar centrar-se en les il·lusions sexuals i complir els seus desitjos més profunds en lloc d'intentar interactuar més amb el món que l'envolta i millorar com a persona. Ella descobreix el seu pare a l'infern sexual, cosa que la terroritza encara més. Esquivant les moltes persones que intenten agredir-la sexualment, Catherine intenta escapar, però no pot fer-ho i sucumbeix a la bogeria de l'infern. La seva filla s'asseu davant del mirall, quedant-se tan embadalada com la seva mare abans.

## Repartiment
- Catherine Erhardt - Catherine (acreditada com Catharine Burgess)
- Jamie Gillis - Dimoni / Pare
- Laura Nicholson - Jennifer
- Kristen Steen - Jove Catherine (com Marie Taylor)
- Douglas Wood - Richard
- Kim Pope - Ann
- Eve Every - Lilly
- UltraMax - Mrs. Manchester
- Roger Caine - Abel (com Mike Jefferson)
- Nancy Dare - Karen (com Suzan Swanson)
- Terri Hall - Lisa
- Jeffrey Hurst - Mr. Manchester
- Rocky Millstone - Eugene (com Jacob Pomerantz)
- Grover Griffith - Home gros
- Victoria Karl - Reina de la bellesa

## Historia de l'estrena
Mentre filmava  Through the Looking Glass , Middleton va rodar tres versions diferents de la pel·lícula (dues softcore i una hardcore) per tal de comercialitzar la pel·lícula a diferents públics. La pel·lícula es va presentar a les art house americanes i europees, i en la seva versió original a l'infame World Theater de Nova York Teatre,que va projectar un dibuix animat de Warner Bros. abans del llargmetratge. Va aconseguir una petita notorietat als diaris de Nova York en aquell moment perquè presentava una actriu de telenovel·la menor d'edat en un petit paper sense sexe, ja que el cartell original va anomenar Nicholson com "estrella de 14 anys". La línia es va eliminar de tots els cartells futurs.
Through the Looking Glass s'ha mostrat des d'aleshores en alguns festivals de cinema, com el festival de cinema In The Flesh de 2013.
En una ressenya rara en una publicació popular, John Grant a The Encyclopedia of Fantasy comenta que la pel·lícula "desplega una fantasia sofisticada" i "anuncia [s] que les pel·lícules de fantasia pornogràfica no han de ser del tot horribles, encara que gairebé tots les seves successores ho han estat".

## Llibre vinculat
Una novel·lació del guió de la pel·lícula, escrita per Eileen Lottman sota el pseudònim de Molly Flute, es va publicar a través de Dell Publishing. En gran part similar a la pel·lícula, la novel·la elabora la història de la pel·lícula, elaborant la història del mirall dins de la família de Catherine i implicant en gran manera que la seva mare es va allunyar a través del mirall com ho va fer Catherine. El llibre també elimina l'ambigüitat de si Catherine va ser molestada o no, afirmant directament que es va produir l'escena sexual entre Catherine i el seu pare. El llibre també afirma al final que la filla de Catherine, Jennifer, ha quedat atrapada en l'encanteri del mirall i acabarà al mateix infern sexual i en moltes de les mateixes situacions en què es trobava la mateixa Catherine, perpetuant el cicle que hi ha hagut a tota la família de Catherine.